# Maizuru (train)
Pour les articles homonymes, voir Maizuru (homonymie).
Le Maizuru (まいづる) est un train express existant au Japon et exploité par la compagnie JR West, qui relie la ville de Kyoto à celle de Maizuru. Il tire son nom de cette dernière.

## Gares desservies
Le Maizuru circule de la gare de Kyoto à la gare de Higashi-Maizuru en empruntant les lignes San'in et Maizuru. De Kyoto à Ayabe, il est souvent couplé à un Hashidate ou un Kinosaki.
| Nom des gares   |
| --------------- |
| Kyoto           |
| Nijō            |
| Kameoka         |
| Sonobe          |
| Hiyoshi*        |
| Ayabe           |
| Nishi-Maizuru   |
| Higashi-Maizuru |

Les gares marquées d'un astérisque ne sont pas desservies par tous les trains.

## Matériel roulant
Les modèles utilisés sur ce service sont :

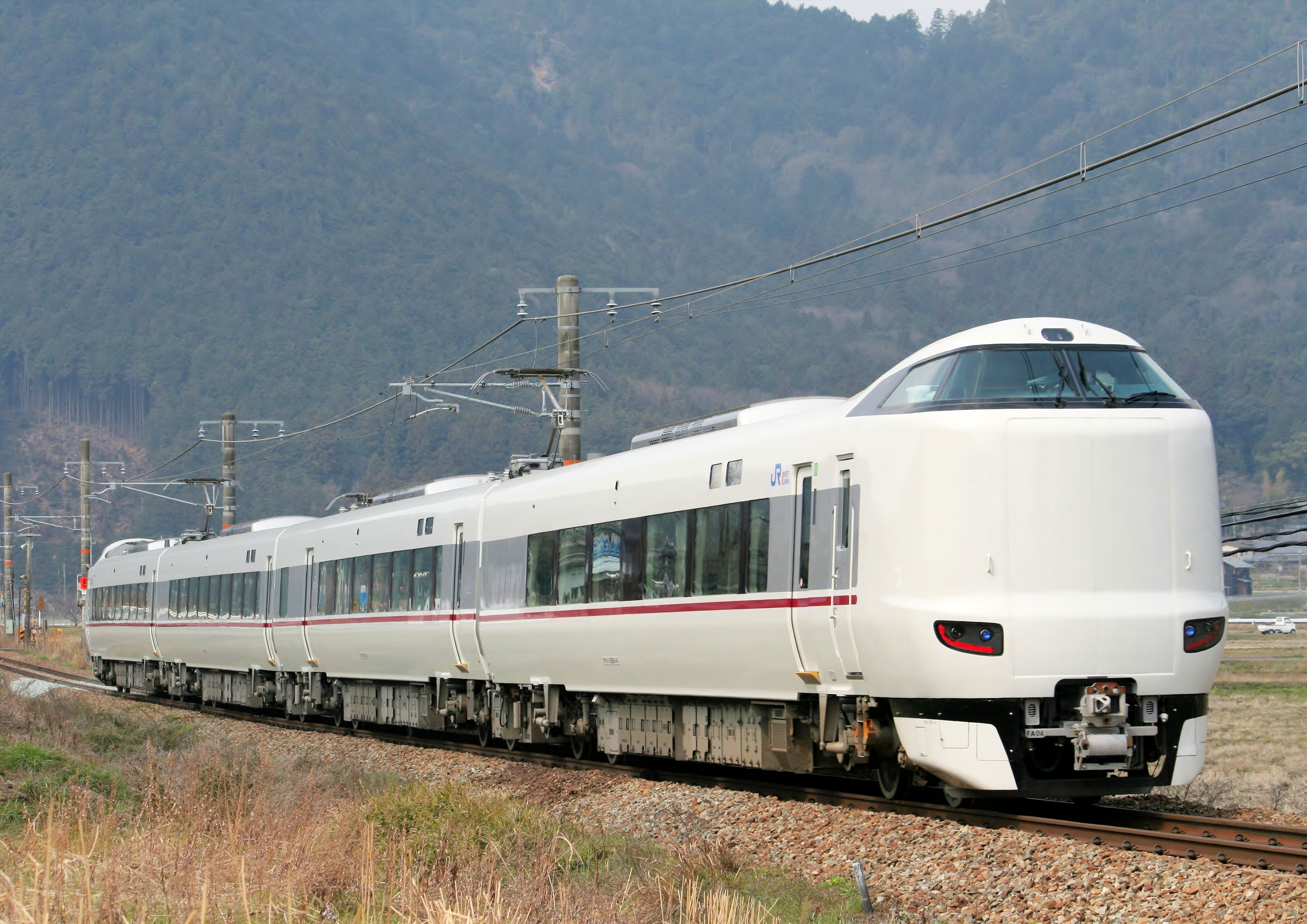
JR West série 287
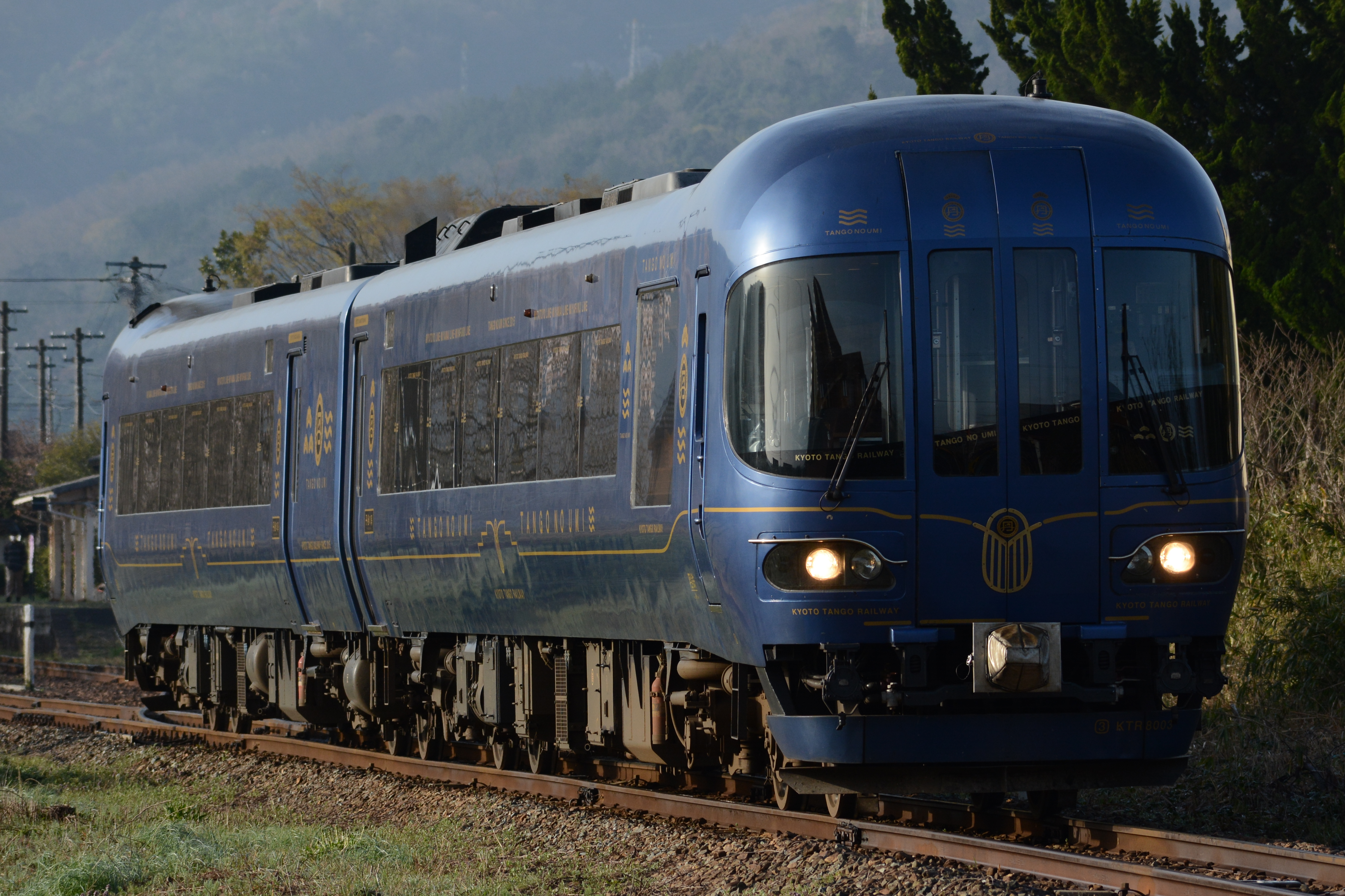
Kitakinki Tango Railway série KTR 8000

Les modèles suivants ne sont plus utilisés sur ce service :

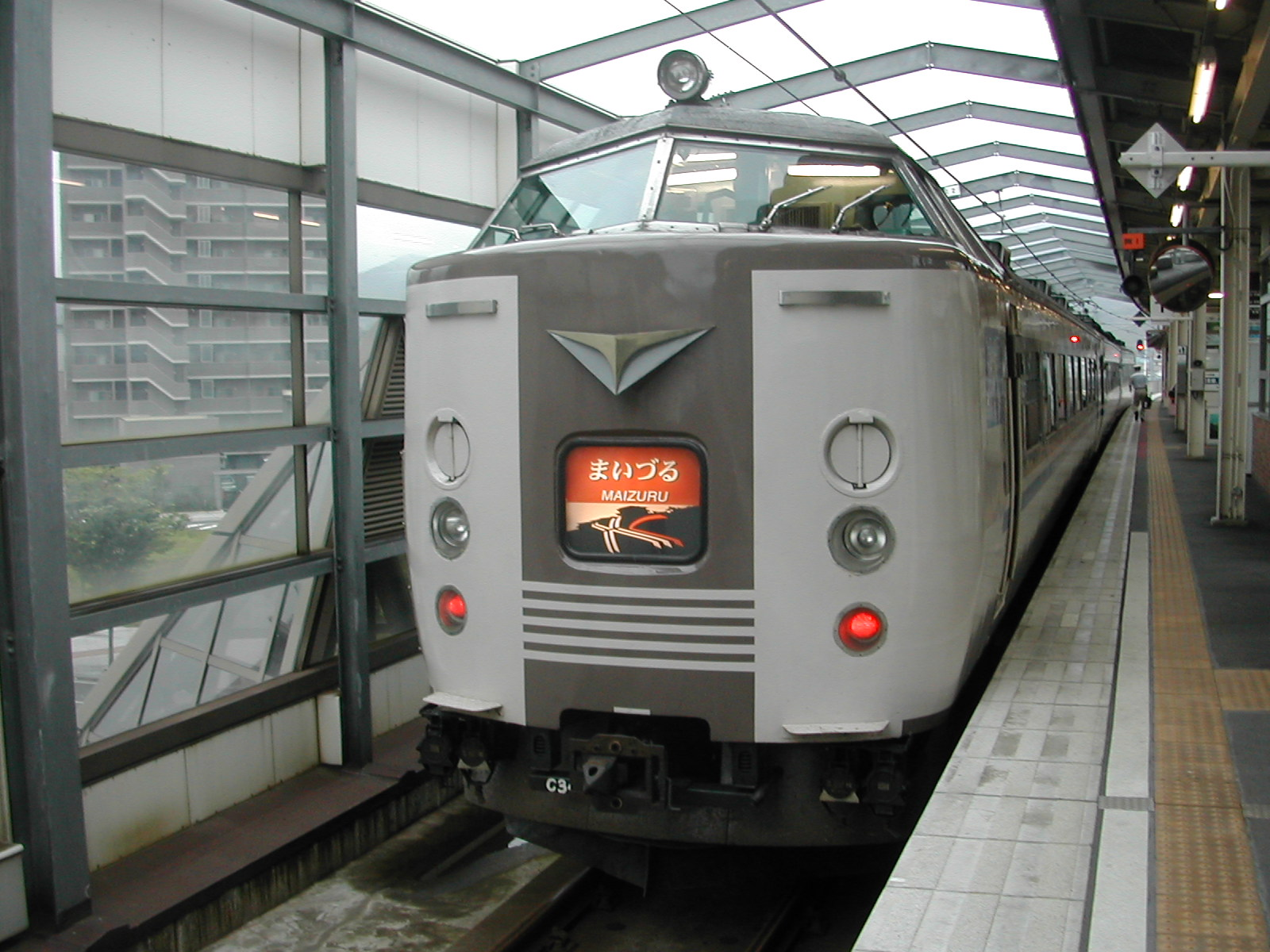
Série 183

## Composition des rames
Tous les trains sont complètement non fumeurs.
- Série 287 :

| N° de voiture | 1       | 2       | 3       |
| Agencement    | Réservé | Réservé | Réservé |

- Série KTR 8000 :

| N° de voiture | 1       | 2       |
| Agencement    | Réservé | Réservé |